# Huyện Bắc Seberang Perai
Huyện Bắc Seberang Perai (Mã Lai: Daerah Seberang Perai Utara, viết tắt là "SPU"), là một khu hành chính trên phần đất liền của bang Penang, Malaysia. Nó có diện tích 267 km2, và có dân số 286.323 trong Tổng điều tra năm 2010. Huyện này giáp với sông Muda ở phía bắc, giáp huyện Kuala Muda ở Kedah, biên giới bang Kedah ở phía đông, giáp huyện Kulim, sông Perai ở phía nam giáp Trung Seberang Perai và Bắc kênh phân chia đảo Penang. Thủ phủ của huyện là Kepala Batas, và thị trấn lớn nhất là Butterworth. Các địa phương khác nằm ở Bắc Seberang Perai bao gồm Penaga, Pinang Tunggal, Bertam, Tasek Gelugor, Teluk Air Tawar và Mak Mandin. Đây là một trong ba huyện hành chính thuộc vùng Seberang Perai, phần đất liền của bang Penang. Lúa được trồng chủ yếu ở Bắc Seberang Perai vì hầu hết các phần của nó được bao phủ bởi các cánh đồng lúa.

## Đơn vị hành chính
Quận SPU được chia thành 15 mukim (gồm mukim từ 1 đến 16, không có mukim 15) và cũng bao gồm 2 thị trấn là Butterworth và Kepala Batas:
- Mukim 1
- Mukim 2
- Mukim 3
- Mukim 4
- Mukim 5
- Mukim 6
- Mukim 7
- Mukim 8
- Mukim 9
- Mukim 10
- Mukim 11
- Mukim 12
- Mukim 13
- Mukim 14
- Mukim 16
- Butterworth
- Kepala Batas

## Nhân khẩu học
Sau đây là dựa trên thống kê của Cục Thống kê Malaysia 2010: Tổng dân số 286,323 người
1. Người Bumiputera, 173,647 người (chiếm 60.6%)
2. Người Hoa, 88,968 người (chiếm 31.1%)
3. Người Ấn Độ, 22,973 người (chiếm 8.0%)
4. Khác, 735 người (chiếm 0.3%)

## Quốc hội liên bang và Quốc hội ghế
Danh sách các đại diện của huyện Bắc Seberang Perai tại Quốc hội Liên bang (Dewan Rakyat)

Danh sách các đại diện của huyện Bắc Seberang Perai tại Hội đồng lập pháp bang Penang 